# ألكساندرا أيفي
ألكساندرا أيفي (بالإنجليزية: Alexandra Ivy)‏ (14 أبريل 1961، كاسبر في الولايات المتحدة)؛ كاتِبة وروائية أمريكية.